# Lepidozia hirta
Lepidozia hirta är en bladmossart som beskrevs av Franz Stephani. Lepidozia hirta ingår i släktet fingermossor, och familjen Lepidoziaceae. Inga underarter finns listade i Catalogue of Life.